# Urhi-Tesub
Urhi-Tešub o Urhi-Teshub, también conocido como Mursili III, (1272-1265 a. C.) fue un rey hitita famoso sobre todo por su tormentosa relación con su tío y sucesor, Hattusili III.

## Biografía
Urhi-Tešub era hijo de Muwatalli II, a través de una esposa de segundo rango; esto, aunque no le incapacitaba para gobernar, supuso alguna excusa para que algunos vasallos se levantaran contra él cuando ascendió al trono. El decidido apoyo de Hattusili III, al que Urhi-Tešub confirmó como gobernante del norte del reino, le ayudó a salvar la situación. La autobiografía de Hattusili dice: «Pero como en aquel tiempo, mi hermano (no tenía) un hijo legítimo, tomé a Urhi-Tešub, hijo de una mujer del harén, y le (entronicé) en el país de Hatti, para reinar (y puse todo el país de Hatti) en sus manos». Hattusili afirma haber mantenido su lealtad al joven rey, pero hay que notar que siempre le llama Urhi-Tešub, negándole el nombre real de Mursili III.
Una vez asegurado en el trono, Urhi-Tešub volvió a llevar a la corte a Hattusa, restaurando la antigua capital a su elevada posición dentro del reino, aunque la capital de Muwatalli II, Tarhuntassa, no quedó abandonada - siguió siendo una importante ciudad hitita, sede del hermano de Urhi-Tešub, Kurunta.
En política exterior, Urhi-Tešub heredó una guerra con Egipto en el Levante y Siria y la amenaza de una Asiria que había conquistado los restos de Mitanni en el extremo oriental del reino. Debilitados los egipcios por la Batalla de Qadeš en tiempos de su padre, Urhi-Tešub volcó su atención en Mitanni, donde intento instaurar a un vasallo hitita, el rebelde Wasashatta - pero su iniciativa fracasó, y Mitanni siguió bajo control asirio.
Mientras Urhi-Tesub fracasaba en Mitanni, su tío Hattusili reconquistó Nerik, una de las ciudades santas de los hititas, perdida desde tiempos de Hantili II. Esto llevó a Urhi-Tešub a temer una rebelión de su tío, por lo que intentó despojarle de su cargo de administrador de varias provincias. Hattusili contemporizó durante un tiempo, pero luego pasó a una rebelión abierta, no dudando en utilizar a las tribus kaskas, enemigos tradicionales de los hititas, y en poco tiempo le despojó del trono.
Urhi-Tešub huyó a la corte de Ramsés II en Egipto, momento a partir del cual no se sabe nada de su vida.